# 영포회
영포목우회 또는 영포회는 1980년에 결성된 경상북도 영일·포항 출신 5급 이상의 중앙부처 공무원 사조직으로서, 회원은 2010년 기준으로 약 120여명으로 알려져 있다. 처음에는 지역 장학금 지급 등의 활동을 했으나, 이명박 정부 출범 이후 영포회 회원들이 요직에 중용되고 있지 않느냐는 언론 보도로 주목받았다.

## 구성
국회의원 이상득이 고문이며 방송통신위원회 최시중위원장 등이 회원으로 알려져 있다.

## 논란
- 2008년 11월 26일 밤 서울 세종호텔에서 열린 ‘2008 영포목우회 송년의 밤’ 행사에서 이명박 대통령의 '멘토'로 불리는 최시중 방송통신위원장이 인사말에서 "이명박 대통령이 국회의원이 되고 나서 영포빌딩(서울 서초동 법원앞에 위치한 이명박 대통령 소유 건물)에 가서 만났는데 고향에 대해 따뜻한 마음을 가진 사나이라는 것을 알았다”고 말했다.[2] 이병석 의원(국회 국토해양위원장, 지역구 포항)은 “(우리는) 이명박 정부와 새로운 대한민국을 다지고 뒷받침할 후원자 역할을 해야 한다", 박승호 포항시장은 “이렇게 물 좋은 때에 고향을 발전시키지 못하면 죄인이 된다”, 최영만 포항시의회 의장은 “어떻게 하는지 몰라도 예산이 쭉쭉 내려온다”고 말했다.[3] 이들의 공언대로 2009년도 정부 예산안에서 포항과 관련된 소위 '형님 예산'은 전년 대비 95% 증가한 4370 여억원에 이르렀다.[2]
- 이들의 모임에서는 '영일만 친구'(가수 최백호의 노래로 포항에 영일만이 있음)가 반복적으로 틀어진다.[2]
- 민간인 김종익을 불법 사찰한 이인규 국무총리실 공직윤리지원관과 이인규의 보고를 받았던 이영호 청와대 고용노사비서관도 영포회 소속으로 알려졌으나 영포회는 부인하였다.[4][5]

## 같이 보기
- PD수첩
- 국무총리실 민간인 사찰 사건